# The Magnificent Trombone of Curtis Fuller
The Magnificent Trombone of Curtis Fuller è un album di Curtis Fuller, pubblicato dalla Epic Records nel maggio del 1961. Il disco fu registrato a New York City, New York (Stati Uniti), nelle date indicate nella lista tracce.

## Tracce
Brani composti da Curtis Fuller, tranne dove indicato
Lato A
1. I'll Be Around – 3:55 (Alec Wilder) – Registrato il 20 febbraio 1961
2. Dream – 5:09 (Johnny Mercer) – Registrato il 6 febbraio 1961
3. Mixed Emotions – 4:33 (S.F. Louchheim) – Registrato il 6 febbraio 1961
4. Playpen – 4:40 – Registrato il 6 febbraio 1961

Lato B
1. Sometimes I Feel Like a Motherless Child – 3:41 (Brano tradizionale) – Registrato il 20 febbraio 1961
2. Two Different Worlds – 5:50 (Al Frisch, Sid Wayne) – Registrato il 20 febbraio 1961
3. Teabags – 3:59 – Registrato il 6 febbraio 1961
4. I Loves You Porgy – 4:30 (George Gershwin, Ira Gershwin) – Registrato il 6 febbraio 1961

## Musicisti
A1, B1 e B2
- Curtis Fuller - trombone
- Les Spann - flauto, chitarra
- Walter Bishop Jr. - pianoforte
- Jimmy Garrison - contrabbasso
- Stu Martin - batteria

A2, A3, A4, B3 e B4
- Curtis Fuller - trombone
- Les Spann - flauto, chitarra
- Walter Bishop Jr. - pianoforte
- Buddy Catlett - contrabbasso
- Stu Martin - batteria[4]